# Biodôme de Montréal
Ne pas confondre avec la Biosphère (Montréal).

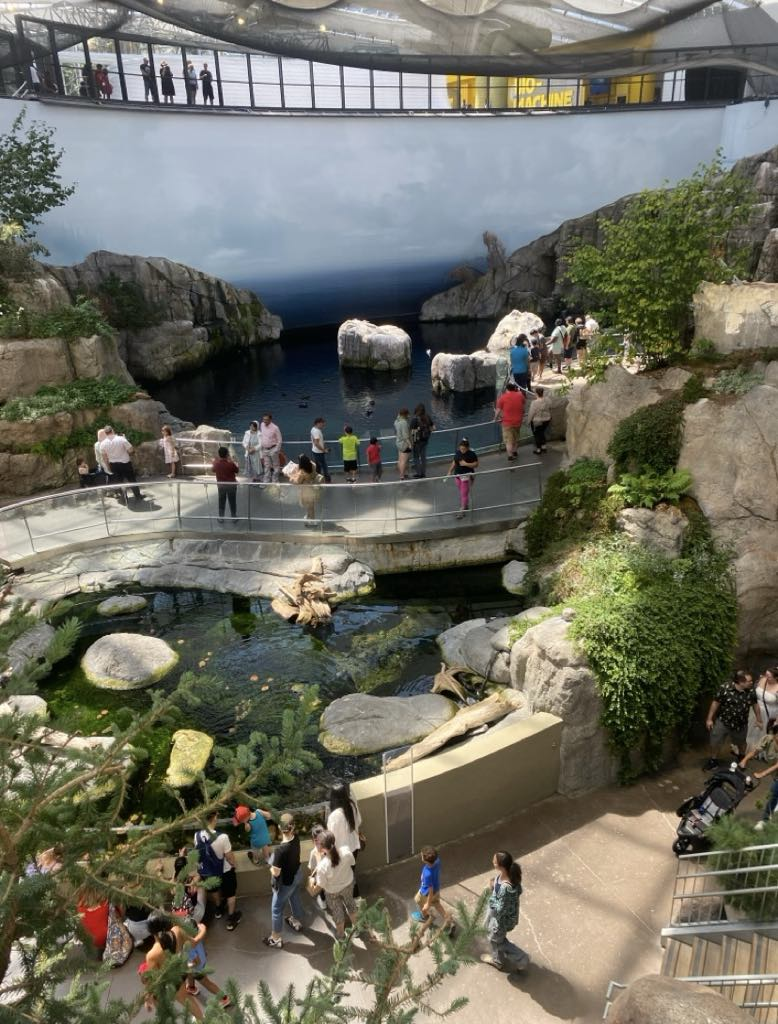

Le Biodôme de Montréal est un musée « vivant » situé dans l'ancien Vélodrome de Montréal qui avait été construit pour les Jeux olympiques d'été de 1976 de Montréal. La conversion en musée « vivant » a été terminée en 1992 pour le 350e anniversaire de Montréal.
En 2021, une rénovation de 37 millions de dollars est achevée.

## Description et histoire
Une fois les Jeux olympiques d'été de 1976 terminés, le bâtiment n'était utilisé que partiellement et Pierre Bourque, alors directeur du Jardin botanique de Montréal eut l'idée de transformer le Vélodrome en Biodôme. Le Biodôme est une combinaison de zoo, d'aquarium et de jardin botanique ; en effet, dans un espace restreint, l'habitat naturel des animaux a été recrée (végétation, luminosité, température, humidité, saisons, etc.). Les animaux y ont alors des interactions « normales » avec leur environnement. Le Biodôme présente plusieurs milliers d'espèces animales et végétales recueillies sous les différentes latitudes du continent américain.

## Rénovation
En octobre 2015, il a été annoncé que le Biodôme et l'Insectarium fermeraient leurs portes au public de septembre 2016 à décembre 2017, afin d'être rénovés dans le cadre du 375e anniversaire de la Ville de Montréal. Cependant, en août 2016, le maire de Montréal a annulé le contrat de rénovation du Biodôme, les résultats des appels d'offres reçus par la Ville étant bien supérieurs aux estimations initiales. Le projet de rénovation a fait l'objet d'un nouvel appel d'offres. Le Biodôme a fermé ses portes pour rénovation le 2 avril 2018. La réouverture a été repoussée de septembre 2019 à décembre 2019, puis au printemps 2020 en raison d'une pénurie de fournitures et de main-d'œuvre spécialisée. La pandémie de COVID-19 a entraîné des retards supplémentaires, et le Biodôme a finalement rouvert ses portes au public le 31 août 2020. Une application mobile a également été lancée, offrant des fonctionnalités de réalité augmentée et des informations plus approfondies sur les différentes plantes et animaux.

## Les thématiques de l'exposition
L'espace intérieur du bâtiment a été entièrement transformé afin d'y accueillir des zones reproduisant quatre des écosystèmes des Amériques qui cohabitent en un seul endroit :
- La forêt tropicale humide (2 600 m²);
- La forêt laurentienne, c'est-à-dire la forêt mixte québécoise (1 518 m²);
- Le Golfe du Saint-Laurent (1 620 m²);
- Le Pôle Nord et le Pôle Sud (617 m²).

Composition des écosystèmes: 
| Collection vivante                          | Quantité |
| ------------------------------------------- | -------- |
| Espèces animales (excluant les invertébrés) | 229      |
| Animaux (excluant les invertébrés)          | 4802     |
| Espèces végétales                           | 750      |
| Végétaux                                    | 1500     |

## Le Biodôme au service de la nature
Encadrées par une politique conforme aux normes internationales en matière de santé animale et végétale, les actions de conservation du Biodôme portent sur ses propres collections vivantes mais aussi sur la sauvegarde du milieu naturel. Le Biodôme participe ainsi à plusieurs programmes nationaux et internationaux de conservation visant à prévenir la disparition et à favoriser la réintroduction en milieu naturel d'espèces menacées.

Espace pour la vie (Biodôme et Planétarium), Montréal, 2024

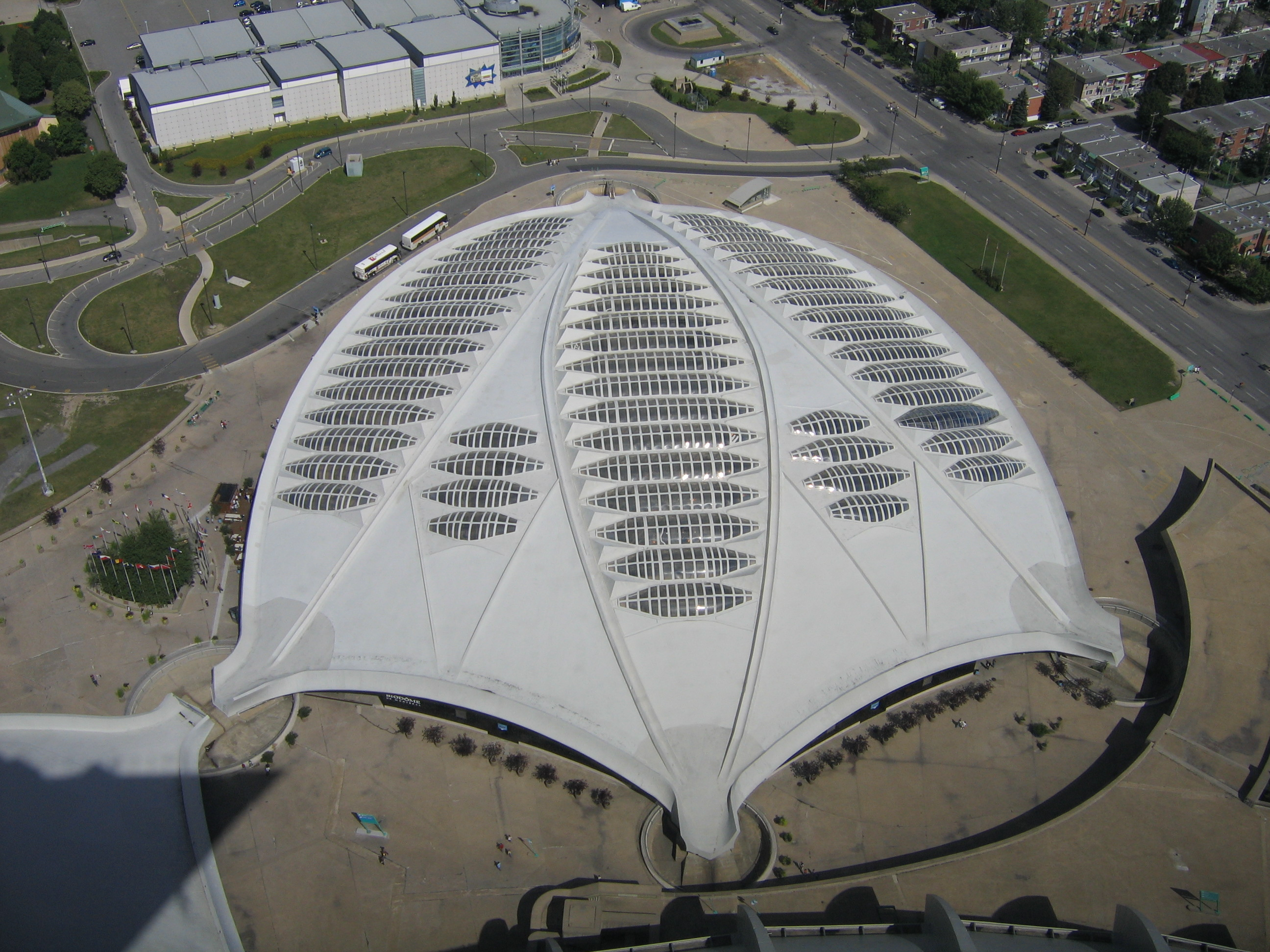
Le Biodôme vu depuis la tour du stade olympique.

## Visite du Biodôme
Le visiteur suit un parcours de 500 mètres. Après avoir passé un premier sas ou écotransit, destiné à préserver les écarts de température, il pénètre dans la forêt tropicale humide des Amériques isolée par une structure de verre pour assurer une humidité de 75 % et une température grimpant jusqu'à 28 °C durant la journée. Le second écotransit donne ensuite accès à l'Érablière des Laurentides, inspirée par les paysages montagneux de la Mauricie, au Canada. Un nouvel écotransit assure une très nette baisse de température avant le Golfe du Saint-Laurent doté d'un bassin géant. Le dernier écotransit donne accès à un couloir traversant le Monde polaire. Des présentations sont offertes à l'amphithéatre. Les enfants peuvent jouer les explorateurs à la salle Naturalia.
En 2008, le biodôme mentionne que la fréquentation du musée est d'environ 950 000 visiteurs sur une base annuelle.

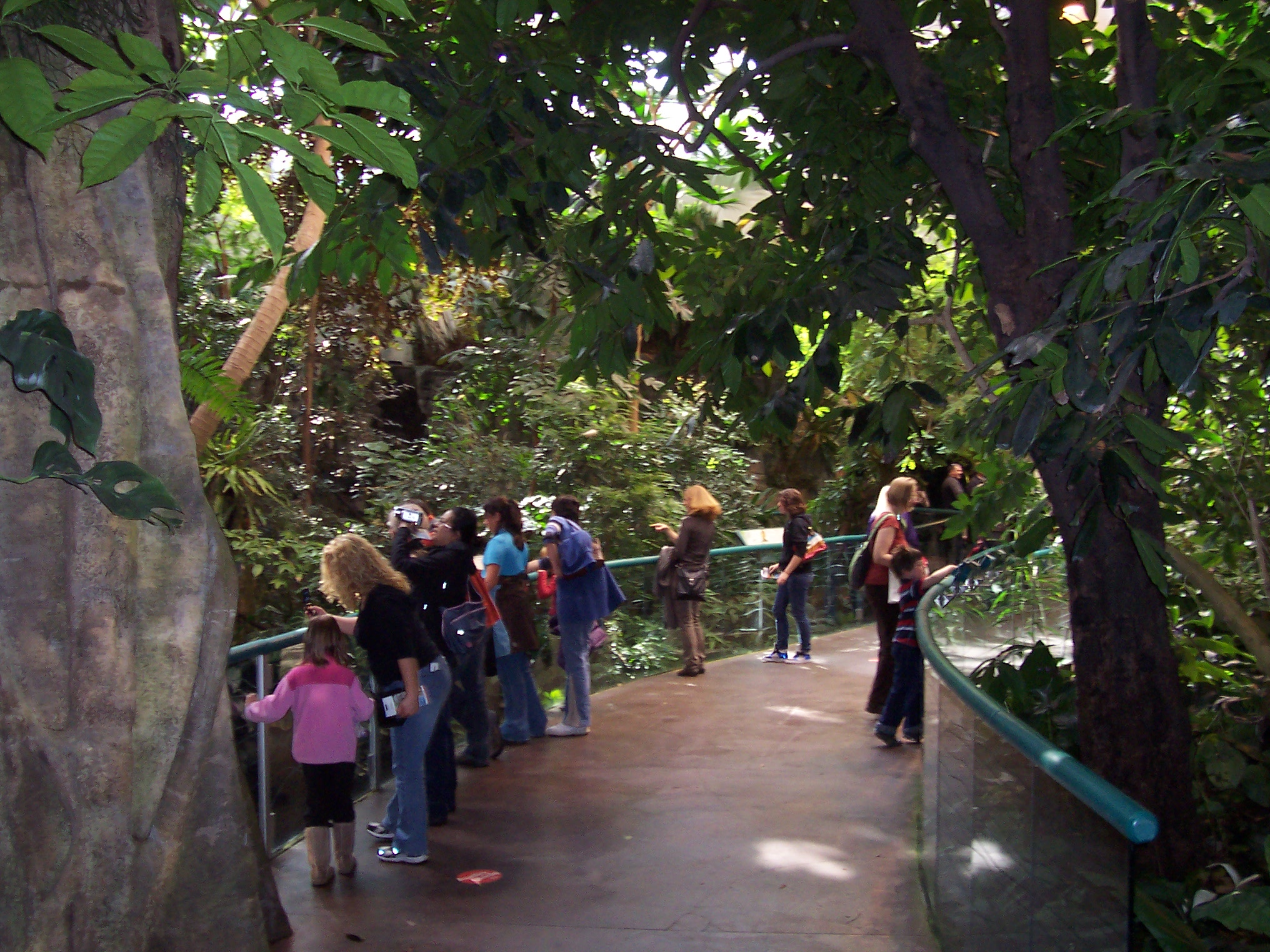
Zone de la forêt amazonienne.
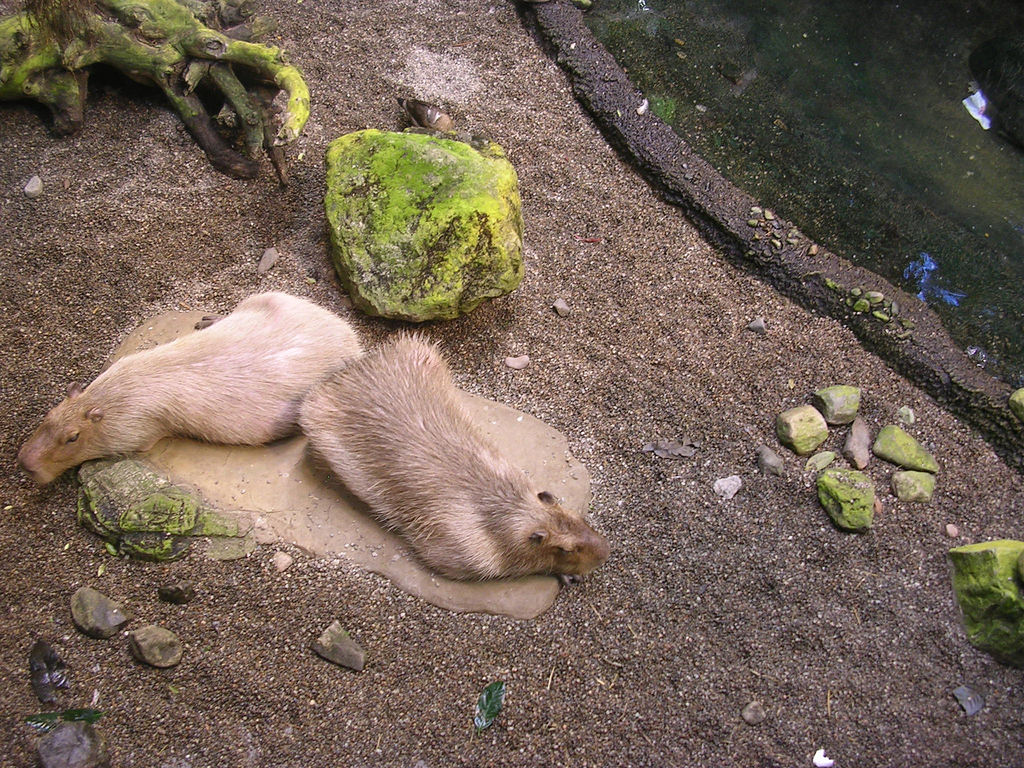
Capybaras au Biodôme de Montréal
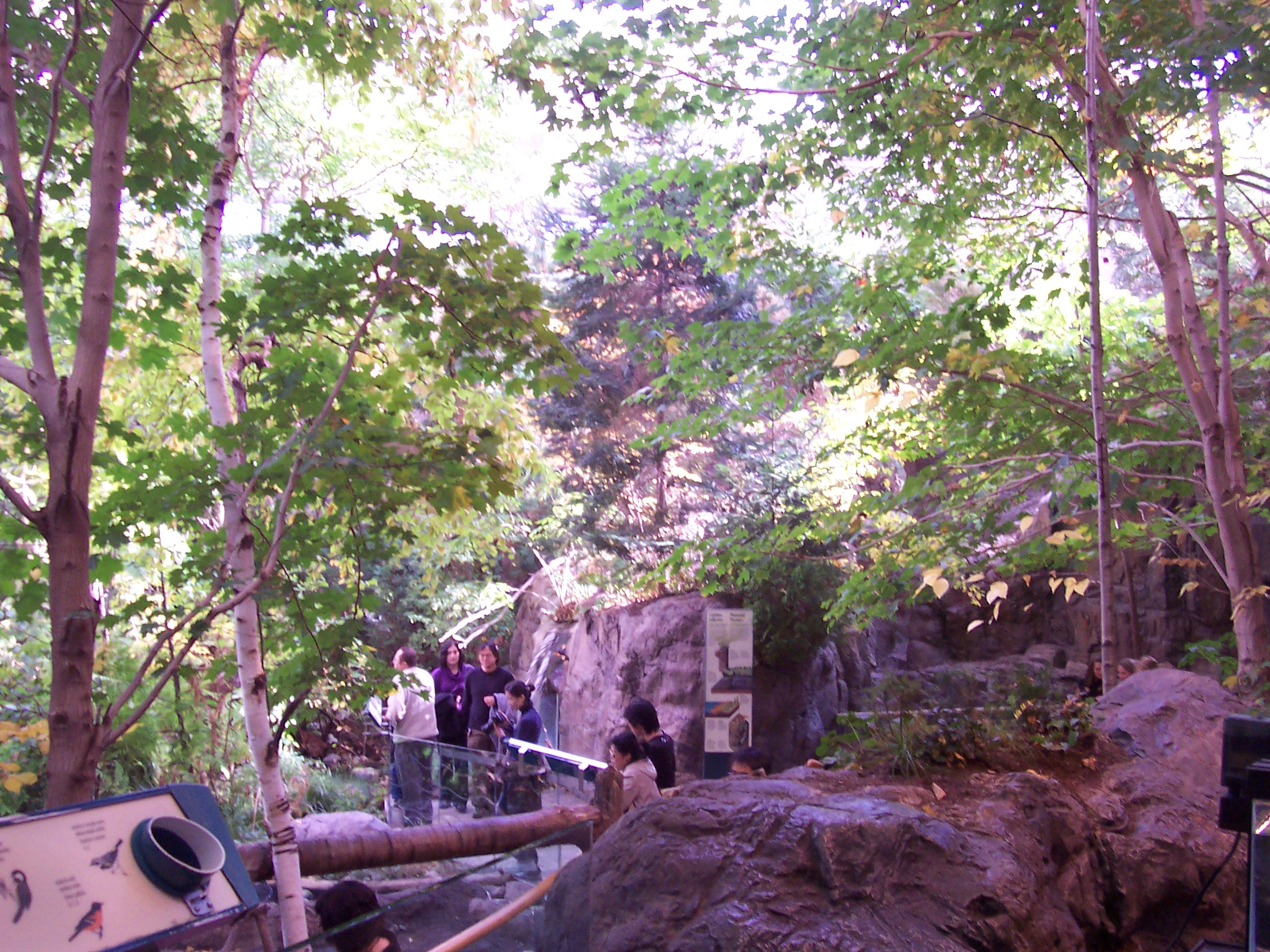
Zone de la forêt laurentienne.
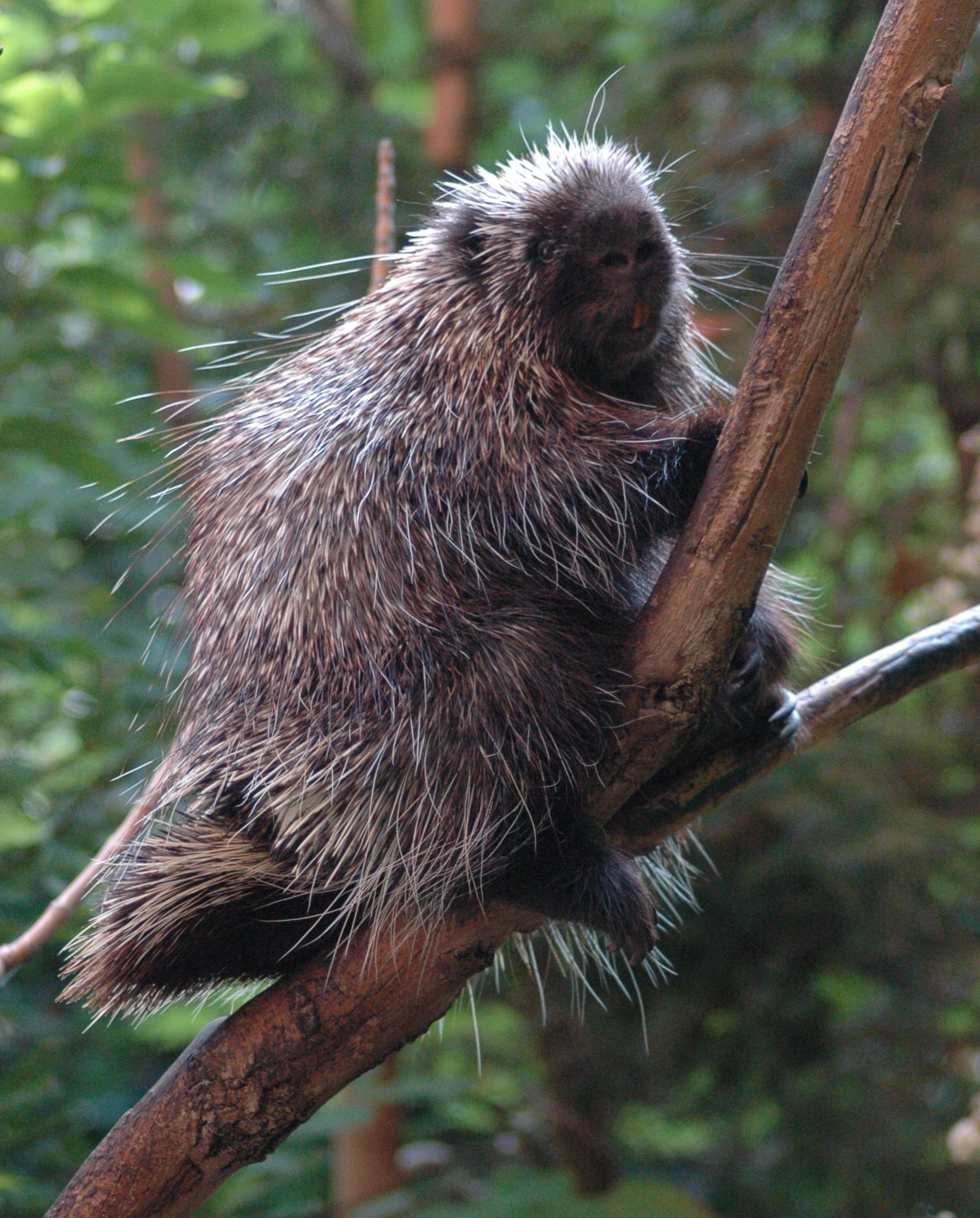
Porc-épic d'Amérique dans le secteur de la forêt laurentienne.
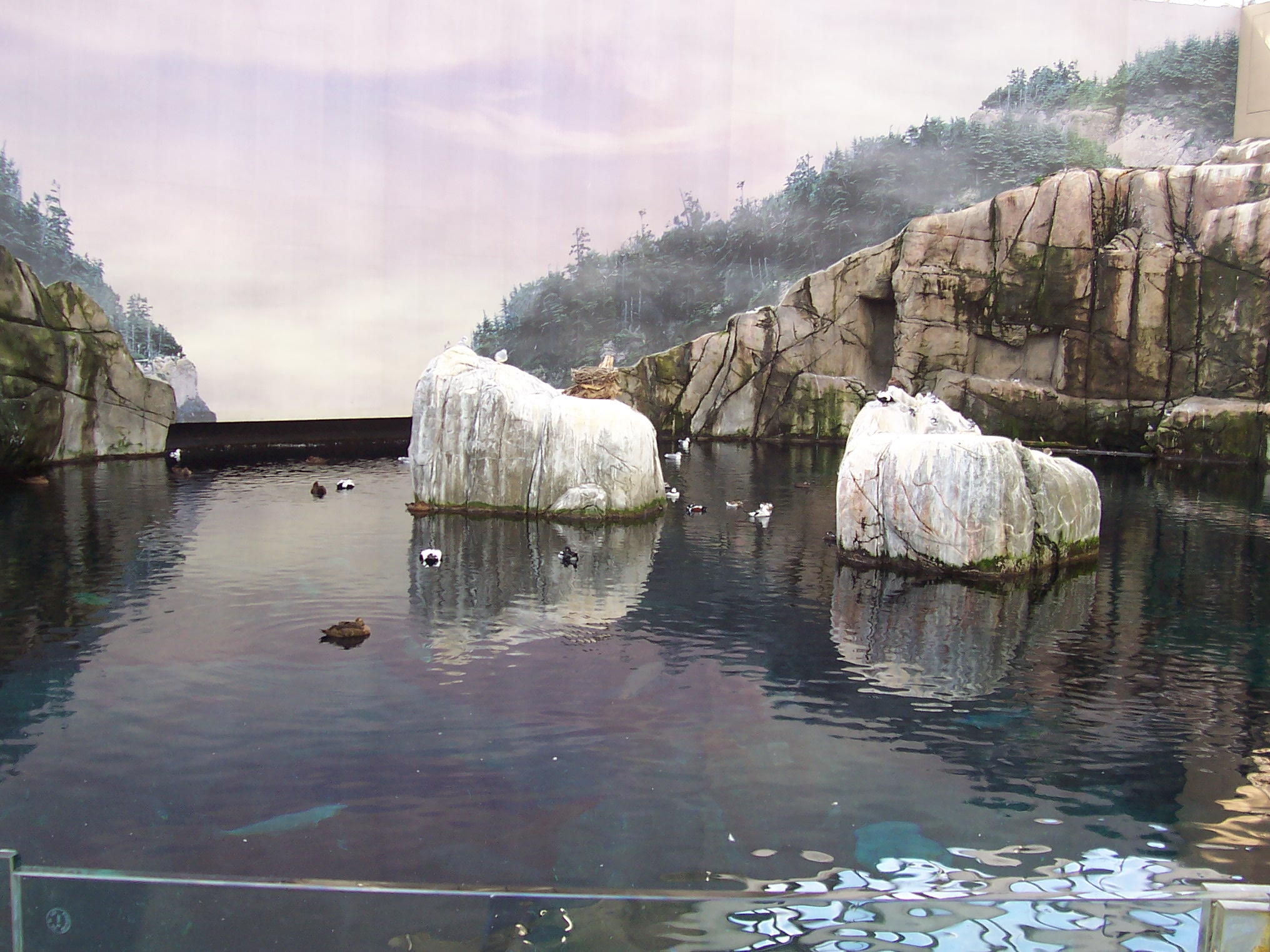
Zone du Golfe du Saint-Laurent (surface).
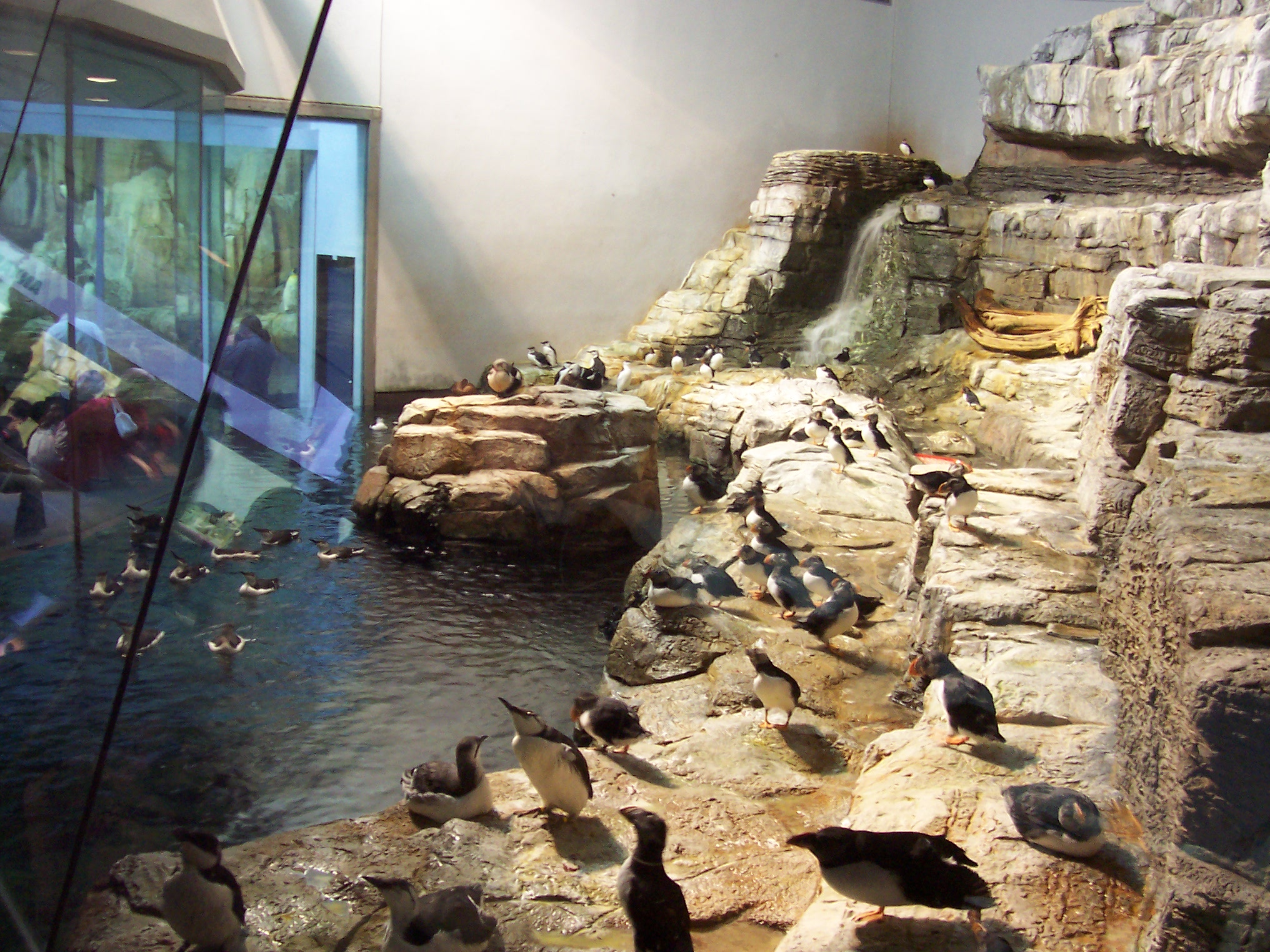
Zone de l'Arctique.
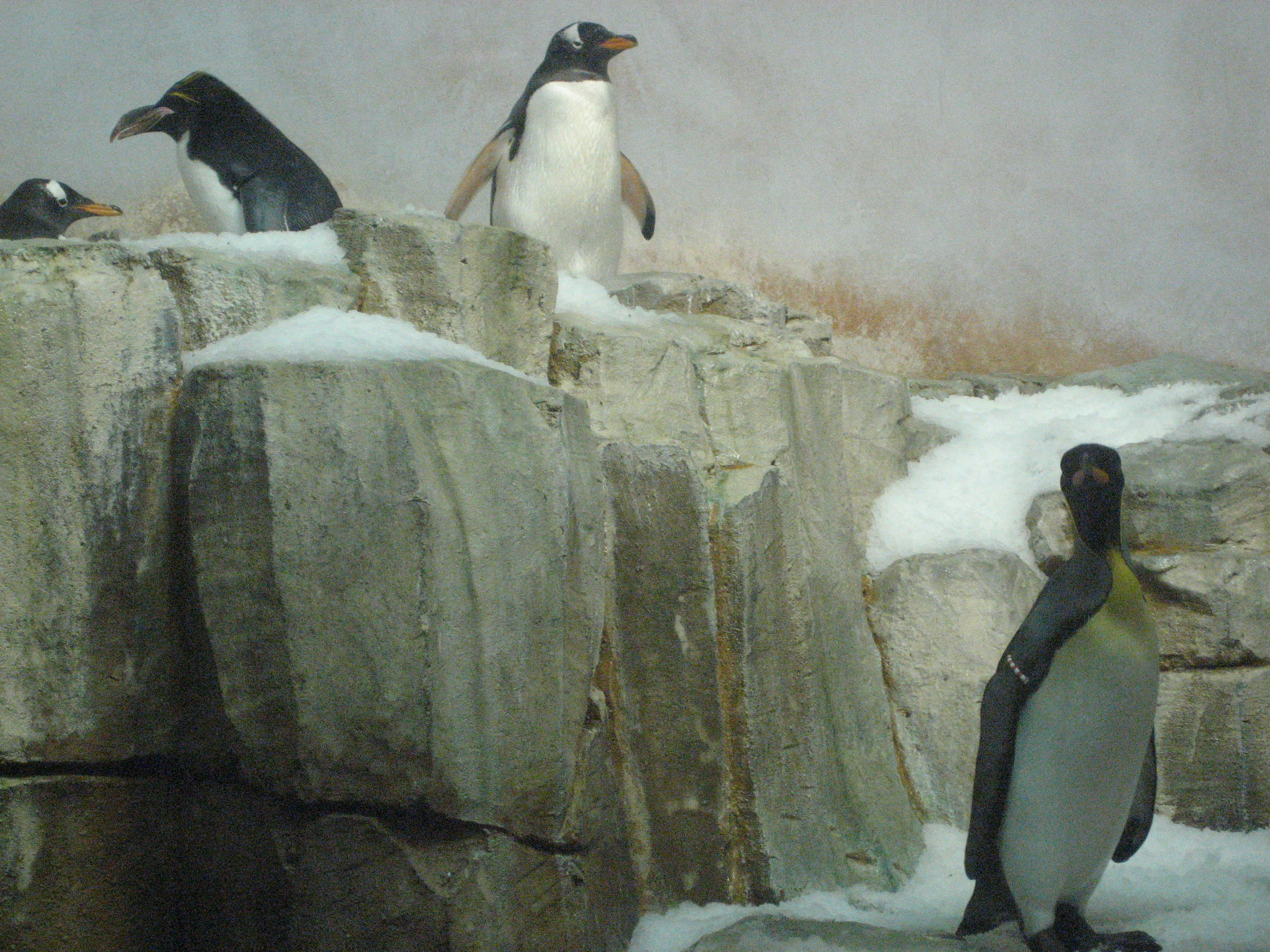
Quatre manchots dans le biodôme.